# Seifenbach (Rote Weißeritz)
Der Seifenbach ist ein linker Nebenfluss der Roten Weißeritz in der Talsperre Malter beim Ortsteil Paulsdorf der Stadt Dippoldiswalde im sächsischen Osterzgebirge.

## Verlauf
Der Seifenbach entspringt dem Knöfel-Brunnen in der Paulsdorfer Heide südlich der Erashöhe und westlich des Dippoldiswalder Weilers Seifen. Er fließt in durchweg etwa östlicher Richtung durch Seifen und an Paulsdorf vorbei, wo er in die durch die Talsperren-Anstauung entstandene eigene westliche Mündungsbucht einmündet, die ein linker Nebenzweig der längeren Mündungsbucht des Lämmergrundbachs ist, dessen Zufluss er also früher war.

## Besonderheiten
Oberhalb des Weilers Seifen gibt es im Seifenbach Seifengold, eine bergbauliche Gewinnung fand wegen der geringen Mengen allerdings nur kurzzeitig statt. In Seifen gab es früher links und rechts der Straße nach Paulsdorf (früher Seifersdorfer Kirchweg) jeweils einen Teich, wovon heute noch der Obere existiert. Ein neuerer Teich findet sich vor der Baumschule Schurig am Paulshainer Schulweg.

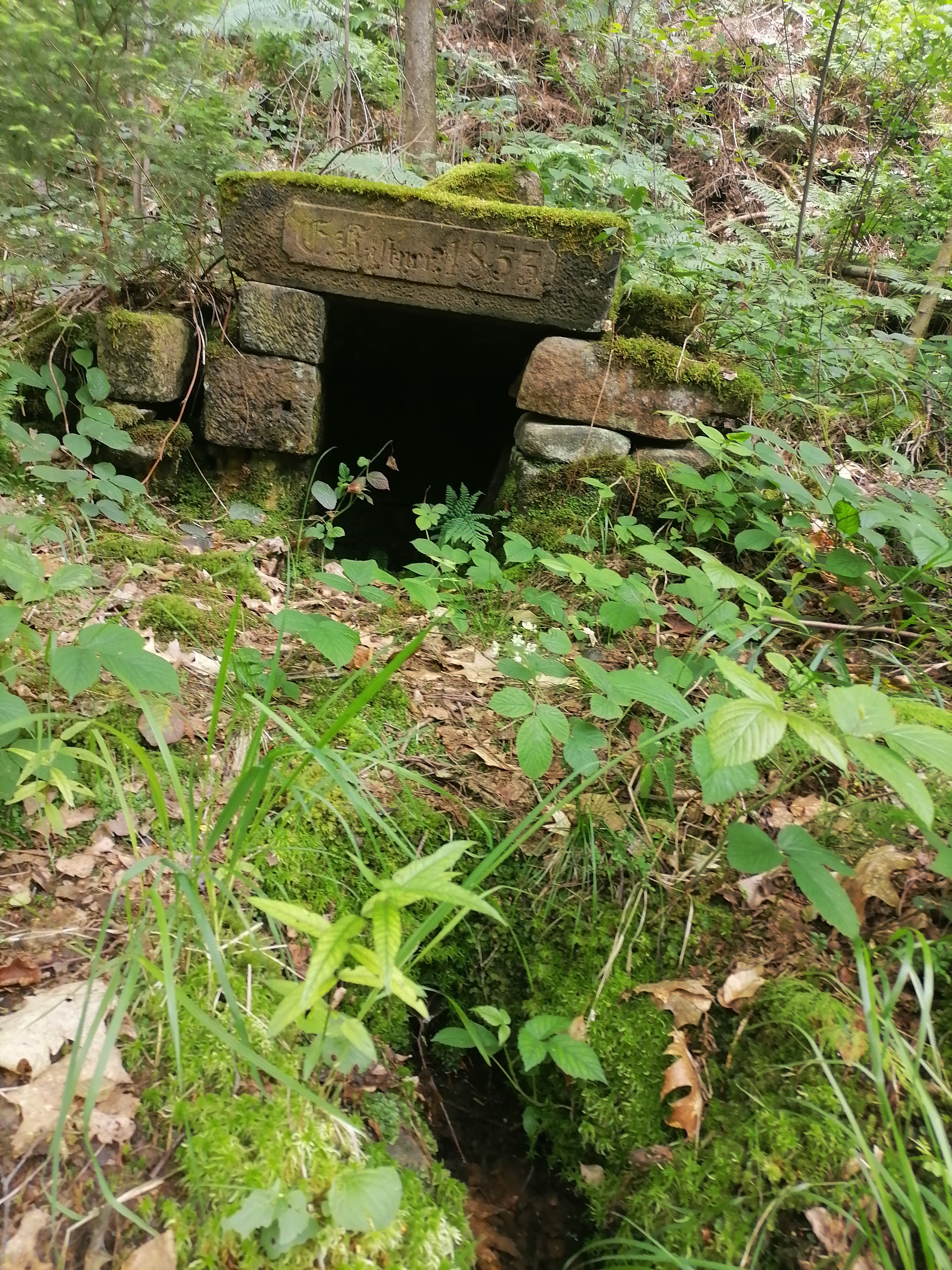
Knöfel-Brunnen